# نیاتینکارا
نیاتینکارا (به انگلیسی: Neyyattinkara) یک منطقهٔ مسکونی در هند است که در بخش ترواننت پورم واقع شده‌است. نیاتینکارا ۲۹٫۵ کیلومتر مربع مساحت و ۷۰٬۸۵۰ نفر جمعیت دارد و ۲۶ متر بالاتر از سطح دریا واقع شده‌است.